# Chionaema additicia
Chionaema additicia är en fjärilsart som beskrevs av Louis Beethoven Prout 1919. Chionaema additicia ingår i släktet Chionaema och familjen björnspinnare. Inga underarter finns listade i Catalogue of Life.